# Treason (miniserie televisiva)
Treason è una miniserie televisiva britannica ideata da Matt Charman e distribuita da Netflix.

## Trama
La vita dell'agente dell'MI6 Adam Lawrence viene scossa dall'improvvisa promozione a capo dell'organizzazione a seguito del tentato omicidio del suo superiore e dal rincontro con una sua ex amante nonché spia russa.

## Personaggi
- Kara Yusova, interpretata da Olga Kurylenko: una spia russa ed ex agente dell'SVR che sta indagando sull'omicidio di cinque dei suoi uomini.
- Maddy Lawrence, interpretata da Oona Chaplin: la moglie di Adam.
- Sir Martin Angelis, interpretato da Ciarán Hinds: l'ex capo dell'MI6.
- Adam Lawrence, interpretato da Charlie Cox: un ufficiale dell'MI6 che diventa capo dell'organizzazione dopo che Angelis è stato avvelenato. È il marito di Maddy ed ex amante di Kara.
- Dede Alexander, interpretata da Tracy Ifeachor: un'agente della CIA e un'amica di Maddy che indaga su Adam e Kara.
- Lord Anton Melnikov, interpretato da Danila Kozlovskij: una vecchia conoscenza di Kara.
- Callum Lawrence, interpretato da Samuel Leakey: figlio di Adam e figliastro di Maddy.
- Ella Lawrence, interpretata da Beau Gadsdon: figlia di Adam e figliastra di Maddy.
- Robert Kirby, interpretato da Simon Lenagan.
- Audrey Gratz, interpretata da Alex Kingston.
- Irina Belova, interpretata da Avital Lvova: l'ex capo di Kara nell'SVR.
- Patrick Hamilton, interpretato da Adam James: un agente dell'MI6 e amico di Adam.

## Puntate
| n° | Titolo originale | Titolo italiano | Pubblicazione    |
| -- | ---------------- | --------------- | ---------------- |
| 1  | Episode 1        | Episodio 1      | 26 dicembre 2022 |
| 2  | Episode 2        | Episodio 2      | 26 dicembre 2022 |
| 3  | Episode 3        | Episodio 3      | 26 dicembre 2022 |
| 4  | Episode 4        | Episodio 4      | 26 dicembre 2022 |
| 5  | Episode 5        | Episodio 5      | 26 dicembre 2022 |

## Distribuzione
La serie è stata resa disponibile su Netflix a partire dal 26 dicembre 2022.